# Clemens von Delbrück
Clemens von Delbrück (Halle an der Saale, 19 gennaio 1856 – Jena, 17 dicembre 1921) è stato un politico tedesco.

## Biografia
Apparteneva a una famiglia borghese: era figlio di Ernst Delbrück (1814-1892), di professione medico, e della moglie Anna Klenze (1826-1879). Suo fratello Anton fu un noto psichiatra. Sposato con Meta Liedke dal 1883, fu padre del produttore e scrittore Joachim von Delbrück (1886-1951). 
Dopo gli studi giuridici alle Università di Halle, Heidelberg, Greifswald e Berlino, si dedicò all'attività politica. Fu assessore a Marienwerder (oggi Kwidzyn, in Polonia) nel 1882, assessore a Danzica nel 1891, sindaco di Danzica dal 1896 al 1902, vice-cancelliere e ministro degli interni del Reich tedesco dal 14 luglio 1908 al 22 maggio 1916. La particella "von" davanti al suo cognome venne posta il 22 maggio 1916 dopo che ottenne l'Ordine dell'Aquila nera e venne quindi creato nobile da Guglielmo II, al momento del suo ritiro dal governo.